# جاريد كوشنر
جاريد كوري كوشنر (بالإنجليزية: Jared Corey Kushner) (10 يناير 1981) رجل أعمال ومستثمر أمريكي يهودي أرثوذكسي. جاريد هو المالك الرئيسي لشركة «كوشنر بروبرتي» وصحيفة «نيويورك أوبزيرفر»، التي اشتراها في العام 2005 وهو نجل قطب العقارات الأمريكي تشارلز كوشنر، كما أنه متزوج من إيفانكا ترامب، ابنة رجل الأعمال ورئيس الولايات المتحدة الحالي دونالد ترامب.
قام ترامب بتعيين صهره جاريد كوشنر مستشارًا له، كما أوكل إليه الكثير من المهام المتعلقة بالحرب على داعش وعملية السلام في الشرق الأوسط.

## مسؤولون سابقون في إدارة دونالد ترامب
في عام 2021 ، استثمر صندوق الاستثمارات العامة مليار دولار في صندوق الاستثمار الذي أنشأه المسؤول السابق في إدارة دونالد ترامب ستيفن منوشين بعد تركه للحكومة.,
في عام 2021 ، استثمر صندوق الاستثمارات العامة ملياري دولار في شركة أسهم خاصة شكلها حديثًا جاريد كوشنر ، صهر دونالد ترامب ، بعد فترة وجيزة من مغادرته البيت الأبيض. أثار مستشارو صندوق الاستثمارات العامة تساؤلات حول مزايا الاستثمار ، لكن إدارة صندوق الاستثمارات العامة ألغت المستشارين. بحلول أبريل 2022 ، اعتمدت شركة كوشنر للأسهم بشكل أساسي على الأموال السعودية ، حيث كان لديها 2.5 مليار دولار فقط تحت إدارتها. داخل إدارة دونالد ترامب ، كان كوشنر مدافعًا قويًا عن الحاكم السعودي محمد بن سلمان. وفقًا لخبراء الأخلاق ، خلق الاستثمار مظهرًا محتملًا للمردود على كوشنر. في مايو 2022 ، تم الكشف عن أن شركاء التقارب ((Affinity Partners كانت تخطط لتوجيه أموال صندوق الاستثمارات العامة في المملكة العربية السعودية إلى إسرائيل. عقد كوشنر عدة اجتماعات مع مجموعة من الشركات الناشئة الإسرائيلية ، قبل أن يختار اثنين منهم للقيام باستثمار. لم يكن للمملكة علاقات دبلوماسية مع إسرائيل ولم تكن جزءاً من اتفاقيات إبراهيم. حذر كوشنر المملكة العربية السعودية من أنها قد تخسر الفرص في إسرائيل لجيرانها الذين وقعوا الاتفاقات ، بما في ذلك الإمارات والبحرين. من خلال شركة كوشنر ، يمكن للسعودية الانفتاح على الشركات الإسرائيلية ، والتي يمكن أن تكون مربحة للدولة العربية. وافق المسؤولون السعوديون على استثمار Affinity Partner في الشركات الناشئة الإسرائيلية ، ويعتقد أيضاً أن ولي العهد محمد بن سلمان قد وافق عليه. رأى الكثيرون في ذلك أساسًا لتطبيع محتمل للعلاقات بين السعودية وإسرائيل.

## روابط خارجية
- جاريد كوشنر على موقع IMDb (الإنجليزية)
- جاريد كوشنر على موقع مونزينجر (الألمانية)
- جاريد كوشنر على موقع قاعدة بيانات الفيلم (الإنجليزية)